# All at Once (Whitney Houston)
All at Once is een nummer van de Amerikaanse zangeres Whitney Houston uit 1985. Het is de derde single van haar titelloze debuutalbum.
"All at Once" is een ballad die gaat over een geliefde die vertrekt zonder dat aan te kondigen, en de pijn dat zoiets doet. Het wist de 5e positie te behalen in de Nederlandse Top 40, en de 2e in de Vlaamse Radio 2 Top 30. Hiermee was het de eerste hit voor Houston in het Nederlandse taalgebied. In Amerika werd het nummer niet op single uitgebracht.

## NPO Radio 2 Top 2000
| Nummer met noteringen in de NPO Radio 2 Top 2000 | '00  | '01-'11 | '12  |
| ------------------------------------------------ | ---- | ------- | ---- |
| All at Once                                      | 1539 | -       | 1910 |

1. ↑  Een '-' betekent dat het nummer niet was genoteerd en een vetgedrukt getal geeft de hoogste notering aan.
2. ↑  2000 was het eerste jaar met een notering voor dit nummer.
3. ↑  Deze tabel is bijgewerkt tot en met de laatste editie (2024).